# آرتور دومینی
آرتور دومینی (انگلیسی: Arthur Dominy; ۱۱ فوریهٔ ۱۸۹۳ – ۲۳ سپتامبر ۱۹۷۴) بازیکن فوتبال اهل بریتانیا بود.
از باشگاه‌هایی که در آن بازی کرده‌است می‌توان به باشگاه فوتبال ساوت‌همپتون، باشگاه فوتبال گیلینگام، باشگاه فوتبال اورتون، باشگاه فوتبال نیوپورت (جزیره وایت)، و باشگاه فوتبال لیتون اورینت اشاره کرد.